# Doppeln
Das Doppeln ist eine zentrale Methode im Psychodrama und wird auch in anderen Therapie- und Beratungsformen verwendet. Es ist zum Beispiel in der Mediation ein Hilfsmittel beim Übersetzen zwischen Streitparteien bei der Konfliktlösung und ist demnach eine Vermittlungsstrategie. Schwierige Inhalte können durch den Mediator von einem Konfliktpartner zum anderen transportiert werden. Der Mediator präsentiert dabei die Aussage so, dass der Angesprochene sie versteht und der Gedoppelte sie noch als seine erkennt.
Ein Doppel ist im Humanistischen Psychodrama ein Gruppenmitglied, welches während der protagonistenzentrierten Arbeit neben den Protagonisten tritt. In einem ganzheitlichen Kommunikationsprozess, durch körpersprachliche Angleichung unterstützt, wird das innere Erleben des Protagonisten verdeutlicht, der Gruppe vermittelt und unter anderem Erkenntnis- und Einsichtsfähigkeit gefördert.
Dieses Spiel wird möglich durch den ständigen Interaktionsprozess zwischen den Gruppenmitgliedern als Doppel und Hilfs-Ichs (Mitspieler), dem Protagonisten und dem therapeutischen Leiter. Seine Wirkung entfaltet es auch durch dynamische Prozesse innerhalb der Gruppe, weshalb das Protagonistenspiel auch als gruppentherapeutische Intervention dienen kann.
Da der Doppelprozess als ein kommunikativer Prozess zu verstehen ist, umfasst er immer Eigenschaften und Wirkungen in einem größeren Kontext. Weder einzelne Eigenschaften des Doppels noch Wirkmechanismen einzelner Eigenschaften können isoliert gesehen werden, ohne sie in einer prozesshaften Veränderung zu verstehen. Dabei ist zu berücksichtigen, dass die Beziehungsstruktur zwischen Protagonist und Doppel sich in den Eigenschaften des Doppels ausdrückt und dort wahrgenommen werden kann, so dass die Eigenschaften im Hinblick auf das interaktionelle Geschehen nicht gesondert berücksichtigt werden müssen. So geht das Doppel nicht mit modifizierten Eigenschaften in den Doppelprozess ein, sondern entwickelt diese Eigenschaften im interaktionellen Geschehen mit dem Protagonisten.

## Funktion des Doppels
Die Doppel des Humanistischen Psychodramas zeigen vom Protagonisten beschriebene Wirkungen. Handelt das Doppel z. B. in der Weise, dass es mitleitend dem Protagonisten Vorschläge macht und den Handlungsverlauf mitgestaltet, so hat der Protagonist Erkenntnis, Klarheit, Hoffnung und besonders Einsicht erlangt. Raymond Battegay versteht unter Einsicht ein Erkennen unbewusster, in vergangenen Konflikten begründeter Motivationen und ein gleichzeitiges erstes Bemühen um eine Verhaltenskorrektur.
Mit Hilfe des Doppels kann das fortschreitende Entdecken des eigenen Selbstbildes, der eigenen Identität während des Protagonistenspiels auf der Bühne in einem dialogischen Gespräch dargestellt und erlebt werden. Der Protagonist führt Regie, das Doppel hat eine vermittelnde, unterstützende, helfende Funktion. Einsicht entsteht durch das eigene Handeln und Erleben des Protagonisten, die Vermittlung entsteht im Spiel.

## Folgen im Mediationsprozess
Durch die Mediation erfährt die Konfliktpartei eine Erleichterung der negativen Gefühle.
Es geschieht eine gefühlsmäßige Vertiefung durch eine Verlangsamung und Gefühlsanreicherung des Konfliktes. Trotz der Verlangsamung ist dies aber eine Abkürzung zum direkten Dialog.
Unterschwellige Aggressionen, Enttäuschungen oder Angstabwehr werden explizit angesprochen und richtig etikettiert.
Es kommt zur Entrümpelung von Nebensächlichkeiten und oberflächlichen Entschuldigungen, so dass man sich wieder auf das Wesentliche konzentrieren kann,
und zur Kontaktaufnahme samt gegenseitigem Bezugs und zu einer Reaktion (Feedback).

## Doppelarten im therapeutischen Psychodrama
Eine umfangreiche empirische Untersuchung des Doppelprozesses durch Hans-Werner Gessmann 1996 beschreibt 10 in ihrer Wirkung auf den Protagonisten abgrenzbare Doppeltypen im Humanistischen Psychodrama, die durch unterschiedliche Eigenschaften gekennzeichnet sind:

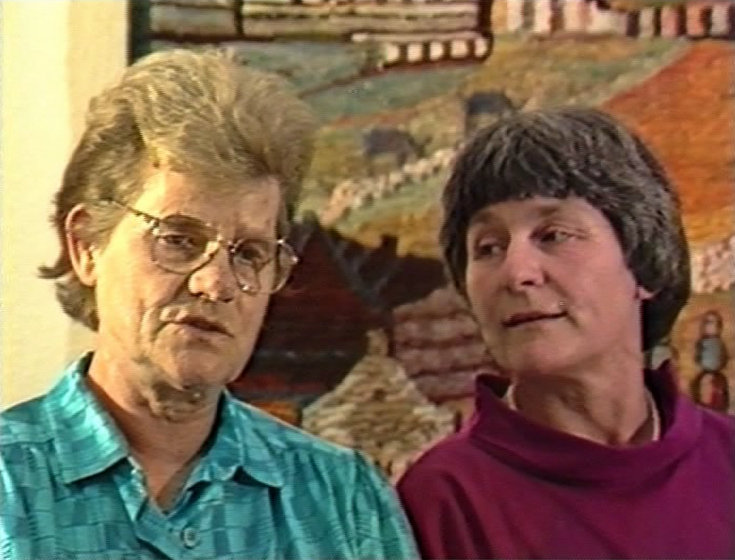

| Doppeltyp | Eigenschaften |
| --------- | --- |
| 01        | ist einfühlsam, zuhörend und begleitend, protagonistenzentriert und lösungsbetont und bewirkt beim Protagonisten in großem Maße Hilfe, Klarheit, Ermutigung und Hoffnung |
| 02        | ist ruhig, geduldig und nimmt sich selbst zurück, bewirkt beim Protagonisten nur Ruhe |
| 03        | erkennt Zusammenhänge (strukturiert), bleibt am Ball (protagonistenzentriert), formuliert gut (kognitiv), gibt Anregungen (kreativ) und verändert den Protagonisten hochsignifikant, indem er Erkenntnis, Einsicht, Klarheit vermittelt, außerdem Lösungsmöglichkeiten, Zielfindung, Hoffnung und Ermutigung zum Aufbruch |
| 04        | hat Blickkontakt mit dem Protagonisten und signalisiert Zustimmung und Solidarität, hat jedoch für den Protagonisten keine signifikante Wirkung |
| 05        | übernimmt die Leitung, d. h., es treibt den Prozess voran und macht Vorschläge. Es ist protagonisten- und handlungsorientiert, sowie phantasievoll. Es wird vom Protagonisten als Erkenntnis, Einsicht, Hoffnung, Konfrontation, Aktivierung bewirkend empfunden                                                          |
| 06        | ist sehr erfahren, spontan in Bezug auf die Situation des Protagonisten und der Gruppe, nimmt Widerstände wahr und hilft sie zu überwinden. Er hat signifikante Wirkung, indem er den Protagonisten aktiviert, Erkenntnis- und Einsichtsfähigkeit fördert und Klarheit und Hilfe vermittelt                               |
| 07        | ist angestrengt, selbst angesprochen und beteiligt und bewirkt beim Protagonisten keine spezifischen Wirkungen |
| 08        | ist unsicher und starr in seinem Doppelverhalten, ist selber verwickelt und bewirkt beim Protagonisten Verkrampfung, Resignation und Verwirrung |
| 09        | ist eilig, hastig, bevormundend und konfrontativ und bewirkt damit Konfrontation, Erschütterung, Verwirrung und Unruhe |
| 10        | ist urteilend, verfolgt sein eigenes Konzept, drängt und will sich selbst verwirklichen. Darauf reagiert der Protagonist signifikant konfrontativ |

## Wirkungen im therapeutischen Psychodrama
Folgenden Eigenschaften des Doppels werden hochsignifikante Korrelationen zu spezifischen Wirkungen beim Protagonisten zugeschrieben:
Provozierendes Verhalten beim Doppel führt zur Konfrontation beim Protagonisten.
Wenn das Doppel gut formulieren kann, erreicht es beim Protagonisten eine Aktivierung.
Sieht das Doppel Zusammenhänge, führt dies beim Protagonisten zu Klarheit.
Bleibt das Doppel am Ball, bewirkt dies beim Protagonisten Erkenntnis, Einsicht und Nachdenken.
Stellt sich das Doppel auf den Protagonisten ein, wird diesem damit Hilfe gegeben und ein Gefühl von Ruhe ausgelöst.
Ist das Doppel sehr erfahren, erfährt der Protagonist eine Aktivierung.
Die Doppel beschreiben vier Wirkungsgruppen:
| Wirkungsgruppe | Wirkung                                                           |
| -------------- | ----------------------------------------------------------------- |
| 1              | tröstende, beruhigende, Hoffnung machende und ermutigende Wirkung |
| 2              | zerstörende, zur Resignation führende und verwirrende Wirkung     |
| 3              | Ruhe auslösende Wirkung                                           |
| 4              | Einsicht gebende, lösungsorientierte, Erkenntnis gebende Wirkung  |

Doppeltypen, die stringent, kognitiv, erfahren und einfühlsam handeln, werden vom Protagonisten als hilfreich bei der Bewältigung seiner Konfliktlösung empfunden (Typ 3, 6, 1, 5), wohingegen Doppeltypen, die urteilend, drängend, bevormundend gehandelt haben (Typ 10, 9, 8) vom Protagonisten als nicht hilfreich oder sogar als den Konflikt verstärkend empfunden wurden.
Da der Doppelprozess als ein kommunikativer Prozess zu verstehen ist, umfasst er immer Eigenschaften und Wirkungen in einem größeren Kontext. Weder einzelne Eigenschaften des Doppels noch Wirkmechanismen einzelner Eigenschaften können isoliert gesehen werden, ohne sie in einer prozesshaften Veränderung zu verstehen. Dabei ist zu berücksichtigen, dass die Beziehungsstruktur zwischen Protagonist und Doppel sich in den Eigenschaften des Doppels ausdrückt und dort wahrgenommen werden kann, so dass die Eigenschaften im Hinblick auf das interaktionelle Geschehen nicht gesondert berücksichtigt werden müssen. So geht das Doppel nicht mit modifizierten Eigenschaften in den Doppelprozess ein, sondern entwickelt diese Eigenschaften im interaktionellen Geschehen mit dem Protagonisten.